# クロアチア王国 (925年-1102年)

クロアチア王国
Regnum Croatiae (ラテン語)

トミスラヴ王の治世下におけるクロアチア王国の支配領域
濃い紫色がクロアチア王国領、薄い紫色の領域はクロアチア王の宗主下の勢力の領地である。

^  925年、トミスラヴは教皇ヨハネス10世から送られた手紙の中でレックス（王）と呼ばれ、同年の内に議会に於いてクロアチア王国の成立が認められたため、クロアチアの最初の王と見なされている。しかしこの頃のクロアチアの状況と彼の戴冠式の具体的な時期は不詳である。また、教皇の手紙が実際に存在したかどうかもは疑問視されてはいるが、後の碑文と憲章からトミスラヴ王の後継者が自分たちを「王」と呼んでいたという事実が確認されている。

クロアチア王国（ラテン語: Regnum Croatiae、クロアチア語: Kraljevina Hrvatska, Hrvatsko Kraljevstvo）は、中央ヨーロッパに存在した国家である。王国の支配領域はイストリア半島の大部分とダルマチア地方の海岸部の一部を除くクロアチア、ボスニア・ヘルツェゴビナの一部で構成され、およそ2世紀にわたって主権国家として存続していた。
クロアチア王国は恒常的な首都を持たず、君主が変わるたびに王宮の位置も変化していた。ニン、ビオグラード、クニン、シベニク、ソリンの5つの都市が「王の都市」の称号を得ていたと伝えられている。
中世クロアチア王国が存在した時代はブルガリア人、東ローマ帝国、ハンガリー人との間に起きた様々な衝突と和平、ヴェネツィア共和国とのアドリア海東海岸の支配権を巡る競争によって特徴付けられる。最初の国王であるトミスラヴはハンガリーとブルガリアの侵入を撃退するが、王権は不安定であり、彼の死後に内紛によってクロアチアは衰退する。11世紀後半にクロアチア王国はビザンツ帝国の支配の崩壊を利用して大部分のダルマチアの海岸部の都市を制圧した。この時代にクロアチア王国はペタル・クレシミル4世とドミタル・ズヴォニミルの統治下で最盛期を迎える。
ズヴォニミルの死後に起きた王位を巡る十数年の抗争とグヴォズドの戦いを経て、クロアチア王位はアールパード朝ハンガリー王国に渡る。ハンガリー王カールマーンは1102年にビオグラードで「クロアチアとダルマチアの王」として戴冠され、2つの王国は1つの王冠の元に統合される。2つの王国の関係の実像は19世紀に論争の原因となる。現代のクロアチアとハンガリーの歴史学者の多くは、1102年以降のクロアチア王国とハンガリー王国の関係を共通の王を頂く同君連合として捉えている。

## 名称
当初は「クロアチア人の王国（ラテン語: Regnum Croatorum、クロアチア語: Kraljevstvo Hrvata）」が公式の名称とされていたが、時代を経て「クロアチア王国（Regnum Croatiae; Kraljevina Hrvatska）」の名称が正式に使用されるようになった。ペタル・クレシミル4世が東ローマ帝国の支配下に置かれていたダルマチア地方のテマの沿岸部の都市の支配権を獲得したことをきっかけに、1060年以降は「クロアチア・ダルマチア王国（ラテン語: Regnum Croatiae et Dalmatiae、クロアチア語: Kraljevina Hrvatska i Dalmacija）」の名称が公的に使用される。1091年にステファン2世が没するまで、一連の王国の名称は使われる。

## 王国

### 成立の経緯
7世紀から8世紀にかけてクロアチア人はバルカン半島に移住し、8世紀末から9世紀にかけて現代のクロアチア共和国北部のパンノニア（スラヴォニア）と南部のダルマチアにクロアチア人の国家が樹立される。パンノニアとダルマチアは東西に存在するフランク王国と東ローマ帝国の影響下に置かれていた。803年にフランク王国はクロアチア北部に支配を確立し、812年のアーヘンの和約で東ローマ帝国はザダルの司令官のテマに含まれるアドリア海沿岸の都市と島々を除いたクロアチアにおけるフランク王国の主権を認める。フランク王国のパンノニア、ダルマチア支配は9世紀後半まで続いた。
870年代に東ローマ帝国はダルマチアにテマを設置し、デュラキオン（ドゥラス）を拠点として交易を行っていた。コトル（カッタロ）、ラグシウム（ラグーザ、ドゥブロヴニク）、スパラトゥム（スプリト）、トラグリウム（トロギル）、ザダルといったダルマチアの都市は名目上は東ローマの支配下に置かれていたものの、独自の参事会と法を有していた。
「クロアチア人の公」として初めて記録に現れるトルピミルはダルマチア地方を拠点とし、彼を始祖とする王朝は「トルピミロヴィチ朝」と呼ばれている。トルピミルの後継者の一人であるヴラニミルはフランク王国からの独立を達成した人物とされているが、トルピミロヴィチ家の出身ではないと考えられている。ヴラニミルによってジュパと呼ばれる部族共同体が割拠していたクロアチアの諸部族の統一が進められ、879年にヴラニミルはフランク王国から独立し、ローマ教皇から独立国として承認される。東ローマ帝国がパンノニア、ダルマチア支配の確立を進めると、クロアチア公となったヴラニミルはローマの教皇庁に接近して東ローマに対抗し、ダルマチアのキリスト教会をローマ・カトリックに帰属させた。パンノニアではキュリロス、メトディオスによるスラヴ語の礼拝の伝統が残り、カトリックへの改宗が進められるダルマチアではニンの司教座を中心とするスラヴ教会が勢力を維持していた。

### 建国

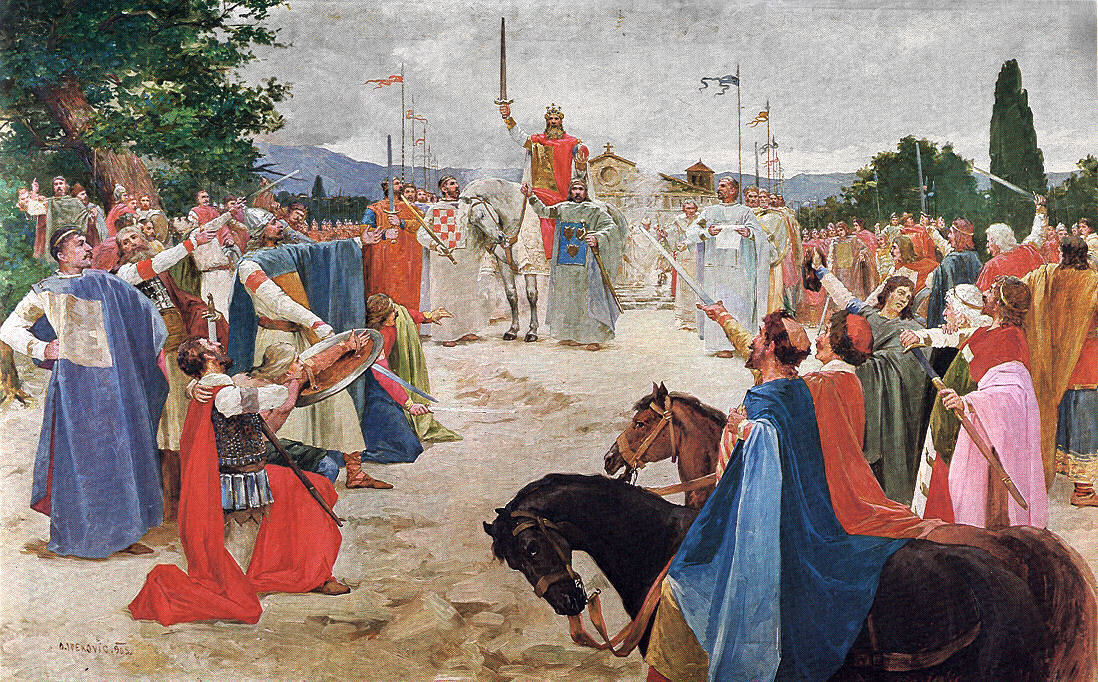
クロアチアの画家オトン・イヴェコヴィッチによる『トミスラヴ王の戴冠』

ニンのジュパン（領主）であるトミスラヴ（在位：910年頃 - 928年）はフランク王国、ハンガリー王国との戦闘に勝利し、ダルマチアとパンノニアにまたがるクロアチア人の国家を建国する。925年頃にトミスラヴは教皇から王の称号を授与され、最初の「クロアチア王」となる。
トミスラヴは現在のボスニア・ヘルツェゴヴィナ南西部のドゥヴノ（トミスラヴグラード）で戴冠されたと考えられているが、戴冠の時期や、誰から戴冠を受けたのか明らかになっていない。13世紀にスプリトの大助祭トマスが編纂した『ヒストリア・サロニタナ』に収録されている2点の資料の中では、トミスラヴはクロアチアの国王として記されている。925年のスプリトの参事会の議事録の冒頭部分の注釈でトミスラヴは「クロアチア人とダルマチア人の地域」を統治する「王」（ in prouintia Croatorum et Dalmatiarum finibus Tamisclao rege）として記され、12世紀の参事会のカノンではクロアチア人の統治者は「王（rex et proceres Chroatorum）」と呼ばれていた。教皇ヨハネス10世の書簡では、トミスラヴは「クロアチア人の王（Tamisclao, regi Crouatorum）」と呼ばれ、12世紀の『ドゥクリャ司祭の年代記』ではトミスラヴは王と称され、在位年数は13年と明記されている。トミスラヴの称号を記した碑文は確認されていないものの、トミスラヴ死後の碑文と特許状では、トミスラヴの跡を継いだ10世紀のクロアチアの君主が王を自称していたことが明らかになっている。トミスラヴは、ローマ教皇に忠誠を誓い、民衆の理解しやすいスラブ語でのミサを禁じ西ローマ教会と同じラテン語で行うことを命じ、以降、クロアチアは正教のセルビアとはさらに分かれていく。
トミスラヴの在位中、クロアチアはバルカン半島の諸勢力の中で最も強力な王国の一つに発展する。923年から928年の間に、トミスラヴは別々の公によって支配されていたパンノニアとダルマチアのクロアチア人の統合に成功する。トミスラヴ時代のクロアチア王国の正確な支配領域は完全に明らかになっていないが、クロアチア、ダルマチアの大部分、パンノニア、ボスニア北西部を領有していたと考えられている。ダルマチアの都市がクロアチア王国の支配下に入った後、スプリトの大司教はクロアチア全土を管轄化に置くことを要求した。ニンの司教の管轄化に置かれていた地域もスプリト大司教の管轄化に入り、925年と928年に開催された教会会議によってスラヴ語による典礼は禁止される。しかし、ラテン語を使用できる聖職者は限られていたため、スラヴ語とグラゴル文字は教会で使われ続けられる。
やがてトミスラヴは第一次ブルガリア帝国の皇帝シメオン1世と衝突するが、当時ブルガリアは東ローマ帝国とも敵対していた。東ローマ帝国はトミスラヴにアンスィパトスの称号を与えてダルマチアの都市と海岸部の諸島の支配を認め、クロアチアと東ローマの間に協力関係が成立する。トミスラヴが東ローマ皇帝ロマノス1世レカペノスと結んだ協定では、トミスラヴは協力の見返りにダルマチア地方のビザンツのテマのうち沿岸部の都市の支配の承認と沿岸部の都市の部族集団の分配を受けたと思われる。924年にシメオン1世がセルビアを征服した後、クロアチアはザハリヤに率いられたセルビア人の難民を受け入れ、彼らを保護した。926年にシメオン1世は防備が薄くなったダルマチア地方の征服を企てるが、トミスラヴはボスニア高地の戦いでブルガリア軍の侵攻を撃退する。927年にシメオン1世が没した後、ヨハネス10世の仲裁を受けてクロアチアとブルガリアは和睦を結んだ。同時代に著された東ローマ側の資料『帝国の統治について（De Administrando Imperio）』によれば、当時のクロアチアの陸軍と海軍は100,000人の歩兵隊、60,000人の騎士、80隻の大型の軍艦（sagina）と100隻の小型の軍艦（condura）から構成されていたが、これらの数値は誇張されたものと見なされている。

### 10世紀

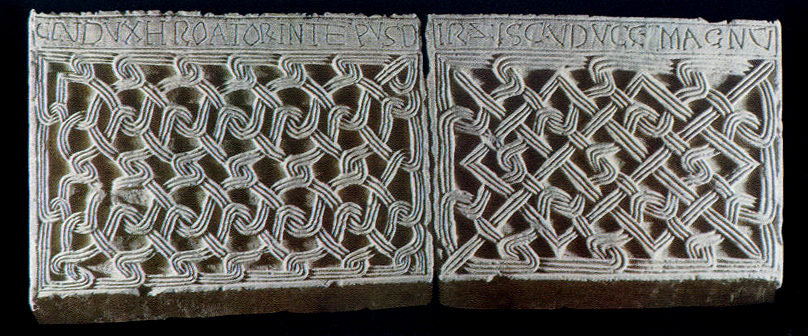
スティエパン・ドルジスラヴの事績を記した碑文

10世紀にクロアチアの社会は大きな変化を経験する。土着の指導者であるジュパニは旧来の地主の地を没収した国王の家臣に取って代わられ、基本的な封建制度が作られた。これまで軍事力を構成していた自由農民は農奴とされたため、クロアチアの軍事力の衰退を引き起こした。
トミスラヴの跡を継いだトルピミル2世（在位：928年 – 935年）とクレシミル1世（在位：935年 – 945年） は王権の維持に成功し、東ローマ帝国と教皇両方の勢力との良好な関係は継続するが、この時代の全体像は不明確である。クレシミル1世の子であるミロスラヴの治世は緩やかなクロアチアの衰退によって特徴付けられている。クロアチアに従属していた周辺の諸勢力は、王国の不安定な状況を利用して独立する。ミロスラヴは4年の間王位に就いていたが、権力闘争の中でバンのプリビナによって殺害される。プリビナはミハイロ・クレシミル2世（在位：949年 – 969年）を国王に擁立し、クレシミル2世によって国家の大部分の秩序が回復された。クレシミル2世はダルマチア沿岸部の都市と特に良好な関係を保ち、クレシミル2世の妃ヘレンはザダルとソリンに土地と教会を寄贈した。ヘレンによって建立されたソリンの聖マリア教会には、クロアチアの支配者の墓が置かれている。976年10月8日に没したヘレンは聖マリア教会に埋葬され、ヘレンの石棺の碑文には「王国の母」という言葉が刻まれている。
ミハイロ・クレシミル2世の跡を継いだ息子のスティエパン・ドルジスラヴ（在位：969年 – 997年）は東ローマ帝国、ダルマチア地方のテマと良好な関係を構築する。981年にドルジスラヴは東ローマ皇帝バシレイオス2世から王の標章、エパルホスの称号、パトリキオスの爵位を贈られる。爵位とともにドルジスラヴにダルマチアの統治権が与えられ、クロアチア王ははじめて「クロアチアとダルマチア諸都市の王」を称することができた。

### 11世紀

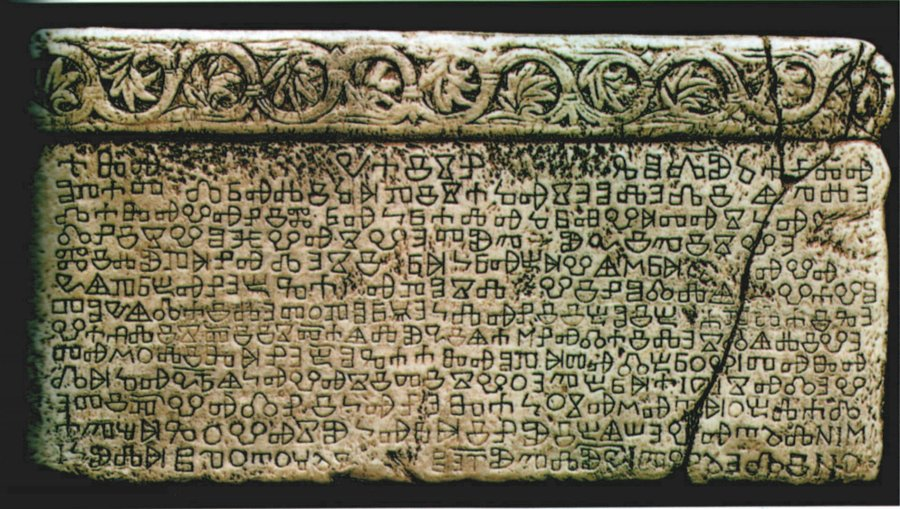
ドミタル・ズヴォニミルの事跡が記録されているバシュカ碑文

997年にスティエパン・ドルジスラヴが没して間もなく、スヴェトスラヴ（在位：997年 – 1000年）、クレシミル3世（在位：1000年- 1030年）、ゴイスラヴ（在位：1000年 - 1019年）ら彼の3人の息子たちが王位を巡って争い、ピエトロ・オルセオロ2世が指導するヴェネツィア共和国とサムイルが治めるブルガリアにアドリア海沿岸部のクロアチア領への侵食を許すことになる。1000年にオルセオロは艦隊を率いてアドリア海東部に進入し、徐々にアドリア海全体の制海権を獲得していった。ヴェネツィア艦隊はクヴァルネル湾の島々とザダルを占領した後、トロギルとスプリトを占領し、コルチュラ島とラストヴォ島を支配するパガニア人との海戦に勝利した。クレシミル3世はダルマチアの都市の奪回を試み、クロアチアの反撃はいくらかの成功を収めるものの、1018年にクロアチアはロンバルディアと同盟を結んだヴェネツィアに敗れる。1018年からバシレイオス2世が没する1025年までの間、クロアチアは一時的に東ローマ帝国の臣従国となる。

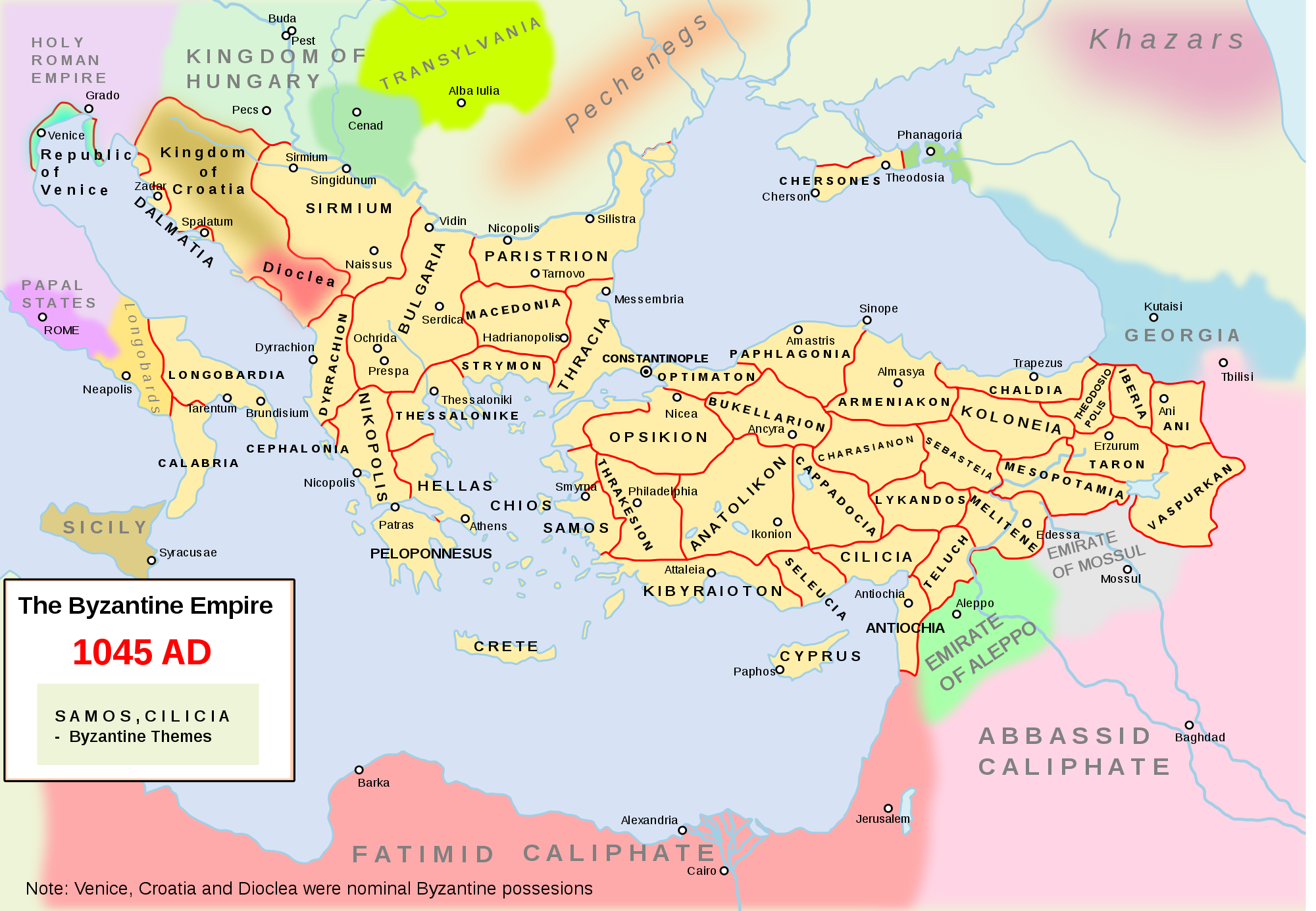
1045年当時の南東ヨーロッパの地図におけるクロアチア

ペタル・クレシミル4世（在位：1058年 – 1074年）の治世に中世クロアチア王国の版図は最大に達する。クレシミル4世は東ローマ帝国からドゥブロブニクとデュラキオンのテマを除くダルマチアの全ての都市の最高支配者の地位を認められる。クレシミル4世の治世に行政区画の改革が行われ、国土はジュパン（知事）が統治するジュパニヤ（県）に区画される
1072年にクレシミル4世はブルガリア人とセルビア人による反東ローマ蜂起を支援する。1074年に東ローマ帝国はクレシミル4世に対する報復としてノルマン人の軍隊をクロアチアに派遣し、ラブ島がノルマン軍の包囲を受ける。ラブ島の防衛には成功したもののクレシミル4世は捕虜となり、和睦を結んだ結果スプリト、トロギル、ザダル、ビオグラード、ニンをノルマン王国に譲渡しなければならなかった。1075年にヴェネツィアはダルマチアからノルマン人の勢力を一掃し、都市を占領下に置いた。
クレシミル4世の治世の最後の年である1074年は、2世紀以上にわたってクロアチアを統治したトルピミロヴィチ朝の事実上の終焉でもある。スペタルの特許状によれば、クレシミル4世のように先代の国王が後継者を残さず没した場合、新しい国王はクロアチア、ボスニア、スラヴォニアなどの7人のバンによって選出された。
クレシミル4世の後継者として、トルピミロヴィチ家の分流であるスヴェトスラヴィチ家出身のドミタル・ズヴォニミル（在位：1075年 – 1089年）が擁立された。ズヴォニミルはクレシミル4世の在位中にスラヴォニアのバンを務め、後にクロアチア公の地位に就いた人物である。教皇グレゴリウス7世への服従、貢納の支払いと引き換えに、ズヴォニミルは教皇特使から正式にクロアチア王として戴冠される。1081年から1085年までの間、ズヴォニミルはノルマン王国のロベルト・イル・グイスカルドを支援し、ノルマン王国の東ローマ帝国とヴェネツィアとの抗争を援護した。ズヴォニミルはノルマン軍のオトラント海峡の通過とデュラキオンの都市の占領を助け、ノルマン軍がアルバニアとギリシャの沿岸部で遭遇した戦闘の多くに援軍を派遣する。このため、1085年に東ローマ帝国はこれまでクロアチアに認めていたダルマチア沿岸部の支配権をヴェネツィアに譲渡した。グラゴル文字で記されたバシュカ碑文には、ズヴォニミルがベネディクト会の修道院などに寄進を行ったことが記されている。
ズヴォニミルはクロアチア王位に就く前、1063年にハンガリーの王女ヘレンと結婚していた。ヘレンはアールパード朝ハンガリー王国のベーラ1世の娘であり、1077年にハンガリー王に即位したラースロー1世の姉妹にあたる。1089年にズヴォニミルは没するが、どのような状況で没したか判然としていない。後代に成立した伝承では、1089年に起きた反乱でズヴォニミルは殺害されたことが伝えられている。

### アールパード家の支配の始まり
ズヴォニミルは後継者を残さず没し、トルピミロヴィチ家の本流の出身である老齢のスティエパン2世が王位に就く。スティエパン2世は大部分の時間をスプリト近郊の修道院で過ごし、1091年に後継者を残さず没した。スティエパン2世の没時にトルピミロヴィチ家の男子は生存しておらず、間もなくクロアチアに内戦と動揺が勃発する。
ズヴォニミルの寡婦であるヘレンは後継者問題の中でクロアチアにおける権力の維持を試み、クロアチアの貴族は王家と縁戚関係にあるハンガリー王ラースロー1世に仲裁を依頼した。また、ダルマチアの都市のいくつかはラースロー1世に支援を申し出、ハンガリーの宮廷で「白クロアチア人」を自称していたことが伝えられている。このためラースロー1世のクロアチアに対する軍事行動は単なる外国の侵攻ではなく、相続権を持つ人物によるクロアチア王位の請求とされている。1091年にドラーヴァ川を渡ったラースロー1世は敵に遭遇することなくスラヴォニア全域を征服し、ハンガリー軍は「鉄の山（Mount Gvozd）」付近で行軍を停止した。クロアチアの貴族の内部分裂によってラースロー1世は軍事作戦を成功させることができたものの、いまだにクロアチア全土に支配を確立することはできず、彼が支配下に置いた範囲も明確になっていない。ラースロー1世は甥のアールモシュをクロアチアの統治者に任命し、新たな権威の象徴としてザグレブに司教座を設置した上でハンガリーに帰国した。
ラースロー1世の行動に対して、クロアチアの封建貴族は1093年にペタル・スヴァチッチをクロアチア王に選出し、ペタル・スヴァチッチはクニンを本拠地とした。彼の治世はアールモシュとの抗争に費やされ、クロアチアを支配下に置くことができなかったアールモシュは1095年にハンガリーに撤退する。
1095年にラースロー1世は没するが、新たなハンガリー王となったカールマーンはクロアチアでの軍事行動を継続した。先代のラースロー1世と同様に、カールマーンも征服者ではなくクロアチア王位の請求者と見なされていた。カールマーンは王位の請求のために軍隊を編成し、1097年にペタル・スヴァチッチの軍隊をグヴォズドの戦いで破り、ペタル・スヴァチッチは戦死する。クロアチアにはペタル・スヴァチッチのほかに強力な指導者はおらず、ダルマチアは攻略が困難な城塞都市を多く有していたため、カールマーンとクロアチアの封建貴族の間で交渉が開始された。
1102年にカールマーンはビオグラードでクロアチア王として戴冠され、「ハンガリー、ダルマチア、クロアチアの王」の称号を名乗る。また同年にカールマーンはクロアチアの12の部族の代表者と「パクタ・コンヴェンタ」と呼ばれる協定を締結し、アールパード家出身のマジャール人（ハンガリー人）君主はクロアチア、ダルマチアの支配者として承認される。カールマーンはクロアチア貴族の特権と自治を認め、貴族の中から統治を行うバン（太守）を任命した。特権と自治の保持に対して、カールマーンの国境線が攻撃を受けた場合にはクロアチアの貴族たちは少なくとも10の武装騎兵をドラヴァ川の向こうに派遣し、ハンガリー王に奉仕することを誓約した。「パクタ・コンヴェンタ」自体は1102年より後に作成された文書と考えられているが、クロアチアの貴族とカールマーンの間にパクタ・コンヴェンタと同種の制約を定めた合意は存在していたと考えられている。
王位を巡る争いを経て1102年にクロアチア王冠はハンガリーのアールパード家に渡り、ハンガリー王カールマーンはビオグラードで「クロアチアとダルマチアの王」として戴冠を受けた。クロアチアとハンガリーからなる2つの王国の連合の正確な定義について、19世紀に論争が起きる。クロアチアの貴族の選択、あるいはハンガリーの軍事力を基にしてアールパード朝の統治下で2つの王国は結合されていた。クロアチアの歴史家は2つの王国の関係を共通の王を頂く同君連合であると考え、ハンガリーの歴史家の多くもこの意見に同意しているが、一方でセルビアの歴史家と民族主義的な立場をとるハンガリーの歴史家はハンガリーへの一種の併合と見なしている。かつてのハンガリーの史学ではビオグラードで行われたカールマーンの戴冠式が論争の対象とされ、クロアチアはカールマーンによって征服されたとする意見が出された。今日ではハンガリーの法制史学者は1526年のラヨシュ2世の死までのハンガリーとクロアチア・ダルマチアの関係は同君連合に極めて近いことを指摘し、イングランドとスコットランドの関係にも例えられている。

## 歴代君主
- トミスラヴ（在位：910年頃 - 928年） - 925年頃から「クロアチア王」の称号を使用
- クレシミル1世（在位：930年頃 - 945年）
- ミロスラヴ（在位：945年頃 - 949年）
- ミハイロ・クレシミル2世（在位：949年頃 - 969年）
- スティエパン・ドルジスラヴ（英語版）（在位：969年頃 - 997年）
- スヴェトスラヴ（在位：997年頃 - 1000年）
- クレシミル3世（クレシミル・スロニャ）（在位：1000年 - 1030年）
  - ゴイスラヴ（在位：1000年 - 1019年） - 共同統治者
- スティエパン1世（在位：1030年 - 1058年）
- ペタル・クレシミル4世（英語版）（在位：1058年 - 1074年）
- スラヴィチ（在位：1074年 - 1075年）
- ドミタル・ズヴォニミル（在位：1076年 - 1089年）
- スティエパン2世（在位：1089年 - 1090年）
- アールモシュ（英語版）（在位：1091年 - 1095年） - ハンガリー王国のアールパード家出身
- ペタル・スヴァチッチ（在位：1093年 - 1097年）
- カールマーン - ハンガリー王国のクロアチア支配の始まり